# فولدا
فُلْدَة أو فولدا (Fulda) (تنطق بالألمانية [ˈfʊlda])، مدينة ألمانية في ولاية هسن؛ تقع على نهر فولدا. وإدارياً هي مقر قضاء فولدا (kreis). يقطنها 63.958 ساكن.

## توأمة
لفولدا اتفاقيات توأمة مع كل من:
- كومو
- آرل
- سرغيايف بوساد
- ويلمنغتون
- ليتوميريتسه

## أعلام
- كارل فرديناند براون
- يوهان آدم ريغر
- باتريك سينكيويتز
- توبياس ساميت
- كارل شتورش
- لويس شاوب
- سانت شتورم
- أنطون شتورش
- هانس خواكيم بيلنجر
- سباستيان كيل